# Excuses officielles africaines pour la traite négrière transatlantique

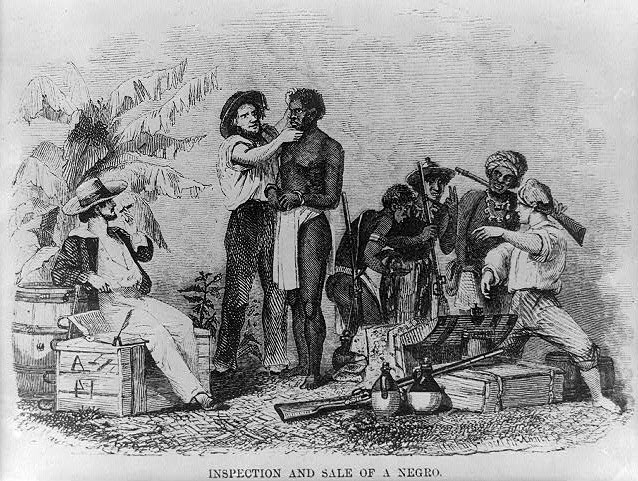
Inspection d'un captif lors d'une vente d'esclaves entre acheteurs européens et marchands africains. Gravure de 1854.

La traite négrière atlantique a impliqué la migration forcée de millions d’Africains vers le Nouveau Monde, souvent avec la complicité des dirigeants et des sociétés africaines. Les Européens ont collaboré avec les dirigeants et les marchands africains pour capturer et transporter des millions d'Africains vers les plantations esclavagistes des Amériques. Diverses sociétés africaines ont bénéficié économiquement et politiquement de ce commerce, qui impliquait l’échange de vies humaines contre des biens européens tels que des armes à feu, des textiles et de l’alcool. Ces dernières années, certains pays et individus africains ont présenté des excuses officielles ou exprimé leurs regrets pour le rôle de leurs ancêtres dans la facilitation de ce commerce.

## Excuses par pays

### Bénin

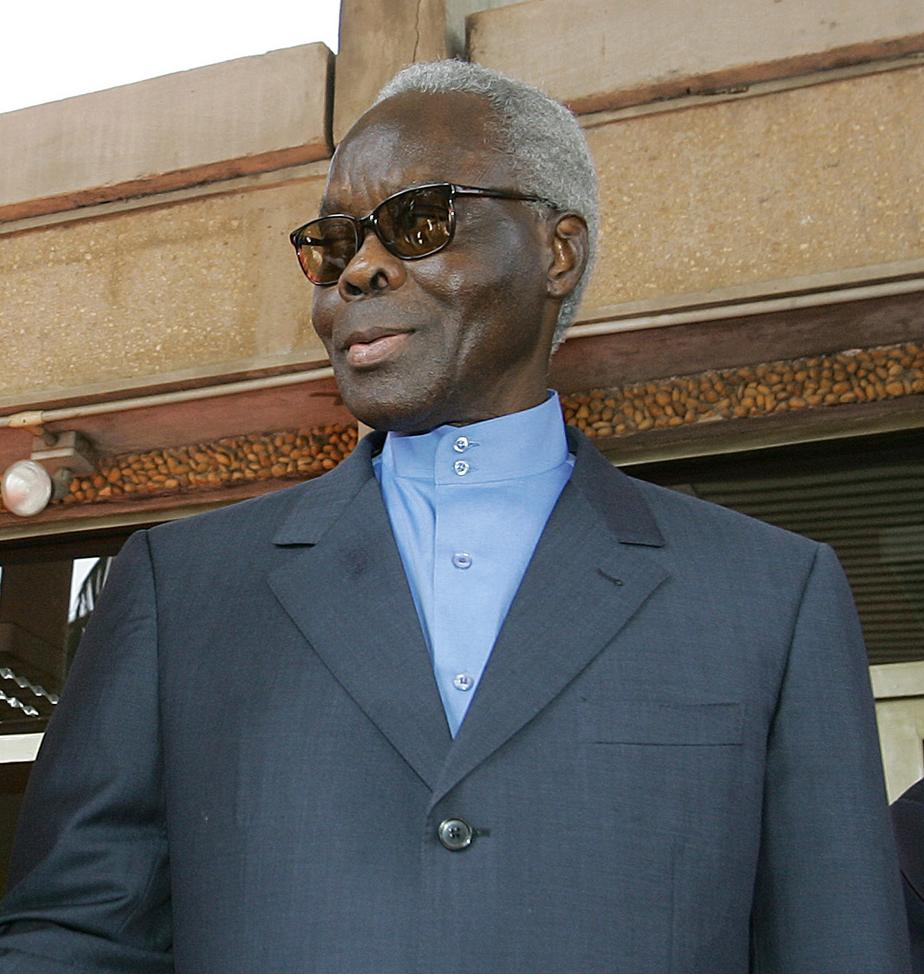
Mathieu Kérékou en 2006.

En 2000, le président béninois Mathieu Kérékou a présenté des excuses publiques pour l'implication historique du Bénin dans la traite négrière atlantique, ce du temps où le pays était connu sous le nom de Royaume du Dahomey. Des responsables béninois se sont rendus en Virginie et à Washington DC, aux États-Unis, pour faire connaître ces excuses. L'homme politique béninois Luc Gnacadja a déclaré : « Nous implorons le pardon et la réconciliation », ajoutant : « La traite négrière est une honte, et nous nous en repentons ».

### Cameroun
En 2013, William Holland, un homme d'affaires afro-américain et descendant d'esclaves de Virginie, a utilisé des recherches généalogiques pour retracer son ascendance jusqu'au clan Oku du Cameroun. Holland s'est ensuite rendu dans la ville de Bakou au Cameroun, où le chef tribal local, Ngako Ngalatchui, a présenté des excuses officielles pour la vente historique de captifs par le clan Oku dans le cadre du commerce d'esclaves.

### Ghana
En 2006, le Ghana a lancé le « projet Joseph », une initiative visant à promouvoir le tourisme et l’investissement au Ghana auprès des descendants de la traite négrière atlantique. L'initiative avait pour but de présenter des excuses pour le rôle historique du Ghana dans la traite négrière, et elle a été nommée d'après le personnage biblique de Joseph, qui avait été vendu comme esclave par sa famille.

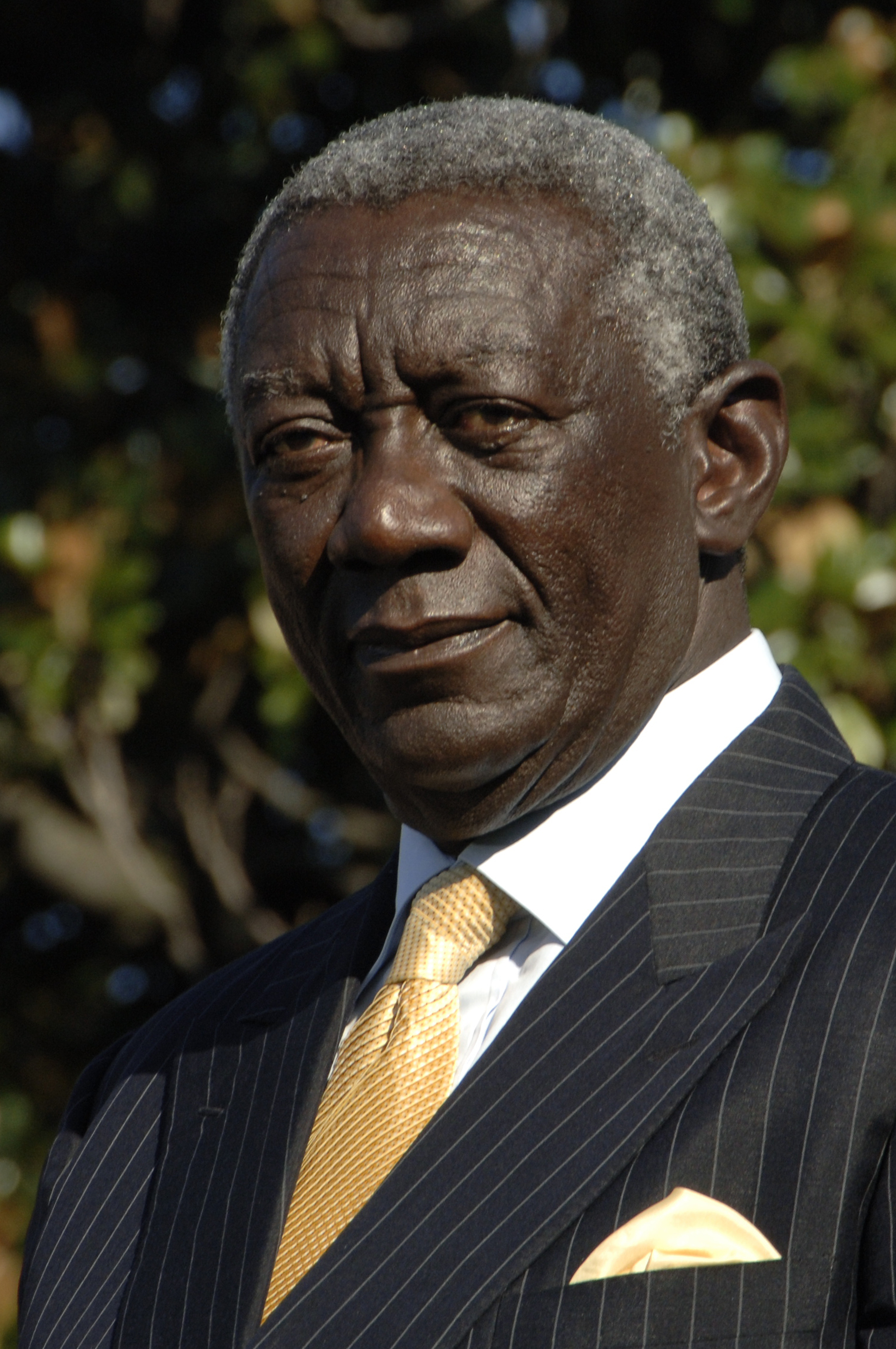
John Kufuor en 2008.

Lors d'une visite à Londres, en Angleterre, en 2007, le président ghanéen John Kufuor a rejeté l'idée selon laquelle les nations européennes portent l'entière responsabilité de la traite des esclaves, affirmant que « certains groupes autochtones locaux étaient également coupables ». Il a affirmé que « quelle que soit la façon dont on le regarde, l'esclavage et la traite des esclaves étaient certainement une iniquité et une activité honteuse, même si on les considérait en relation avec les autres brutalités de l'époque ».
En 2022, Nana Obokese Ampah I, le roi traditionnel d'Asebu, a présenté des excuses publiques, déclarant : « Il est temps d'aborder ce qui doit être dit à la diaspora africaine. Nous devons nous engager dans une conversation significative pour reconnaître et concilier nos actions et inactions en tant que dirigeants de nos royaumes pendant la traite transatlantique des esclaves, que nous regrettons profondément ».

### Nigéria
En 2009, le Congrès des droits civiques du Nigéria, dirigé par le politicien nigérian Shehu Sani, a appelé les chefs coutumiers du Nigéria à s'excuser pour l'implication de leurs ancêtres dans la traite des esclaves. Le Conseil des Anciens d'Aro a refusé de s'excuser, déclarant qu'il « ne s'excus[erait] pas pour ce qui s'était passé dans le passé ».
En 2018, Abdulrasheed Adewale Akanbi, un monarque traditionnel qui détient le titre d'Oluwo d'Iwo, a présenté des excuses pour le rôle joué par les familles royales traditionnelles du Nigeria dans la traite négrière transatlantique.
Les descendants de Seriki Abass, un important marchand d'esclaves de la ville nigériane de Badagry, ont présenté des excuses pour son rôle dans la vente d'esclaves.

### Ouganda

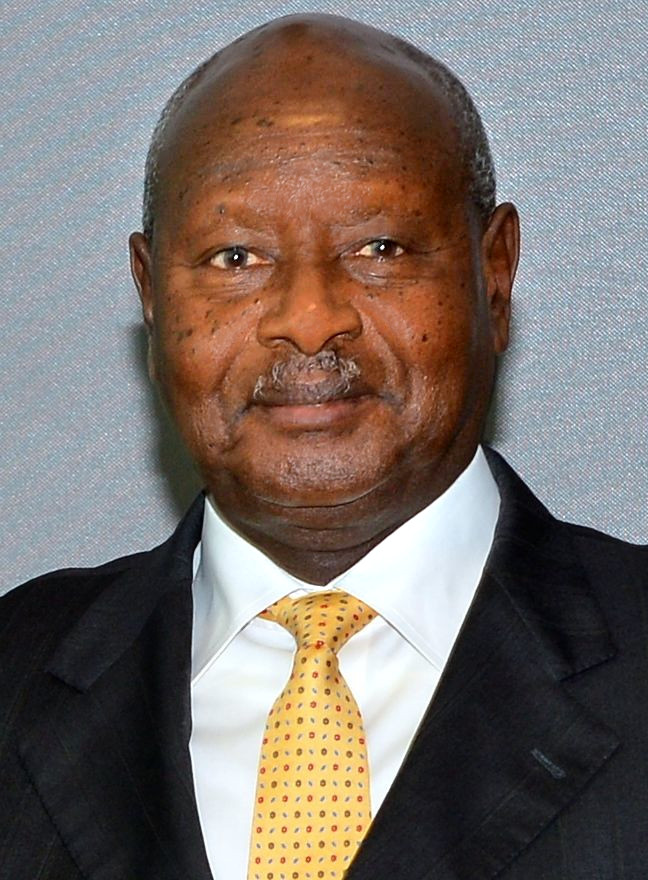
Yoweri Museveni en 2015.

En 1998, le président ougandais Yoweri Museveni a déclaré dans une interview qu'il ne chercherait pas à obtenir des excuses du président américain Bill Clinton lors de la visite de ce dernier en Afrique. Museveni a déclaré : « Les chefs africains étaient ceux qui se faisaient la guerre entre eux et capturaient leurs propres citoyens pour les vendre. Si quelqu'un devait s'excuser, ce serait les chefs africains. Ces traîtres vivent encore ici aujourd'hui ».
En 2023, Musevini a présenté des excuses officielles pour la traite négrière transatlantique.